# Pädagogische Maturitätsschule Kreuzlingen
Die Pädagogische Maturitätsschule Kreuzlingen (PMS Kreuzlingen) ist ein öffentliches Gymnasium in der Thurgauer Stadt Kreuzlingen. Die Schule ging 2004 aus dem Lehrerseminar Kreuzlingen hervor, das 1833 gegründet wurde. Die Ausbildung an der heutigen Pädagogischen Maturitätsschule Kreuzlingen umfasst auch eine Vorbereitung auf den Lehrberuf und ermöglicht dadurch neben dem Abschluss mit der Matura einen direkten Übertritt in das zweite Studienjahr an der Pädagogischen Hochschule Thurgau. Im ehemaligen Kloster Kreuzlingen befinden sich unter anderem das Konvikt und das Rektorat der PMS.

An der PMS existiert auch eine Klasse pro Jahrgang, in der sportlich, musisch oder künstlerisch begabte Jugendliche speziell gefördert werden. Diese Talente besuchen weniger Präsenzunterricht und gehen dafür intensiv ihrer sportlichen, musischen oder künstlerischen Tätigkeit nach.

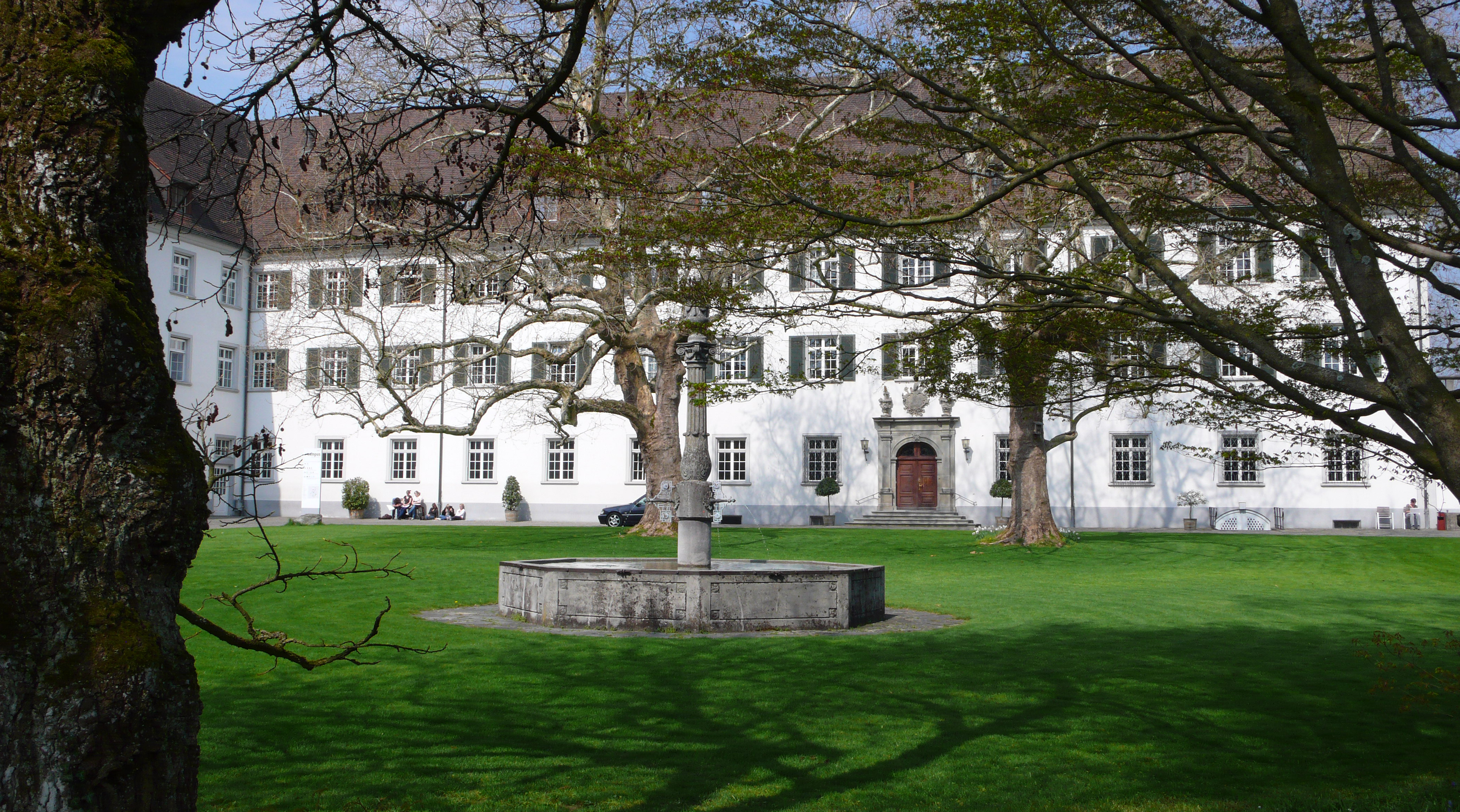
Konvikt und Rektorat sind im ehemaligen Klostergebäude untergebracht